# Isaïe Charles Elbogen
Pour les articles homonymes, voir Elbogen.
 (avril 2025).
Motif : Pas trouvé la moindre source d’envergure et de qualité centrée. Celles citées dans l’article sont inexistantes ou de bases de données ou non centrées, voire ne le mentionnent même pas.
- Archive Wikiwix
- Bing
- Cairn
- DuckDuckGo
- E. Universalis
- Gallica
- Google
- G. Books
- G. News
- G. Scholar
- Persée
- Qwant
- (zh) Baidu
- (ru) Yandex
- (wd) trouver des œuvres sur Wikidata

| 1. | Préciser le motif de la pose du bandeau. | Précisez le motif de la pose du bandeau en utilisant la syntaxe suivante : {{admissibilité à vérifier\|date=avril 2025\|motif=remplacez ce texte par le motif}}                            |
| 2. | Informer les utilisateurs concernés.     | Pensez à avertir le créateur de l'article, par exemple, en insérant le code ci-dessous sur sa page de discussion : {{subst:avertissement admissibilité à vérifier\|Isaïe Charles Elbogen}} |

Isaïe Charles Elbogen (21 décembre 1925, Strasbourg, Bas-Rhin-18 juillet 1948, Latroun, Israël) est un résistant juif français qui participe après la Seconde Guerre mondiale à la Guerre d'indépendance d'Israël et tombe à la Bataille de Latroun (1948). Il est le frère de André Elbogen fusillé par les Allemands et le beau-frère de Madeleine Elbogen, déportée et assassinée à Auschwitz.

## Éléments biographiques
Isaïe Charles Elbogen est né le 21 décembre 1925 à  Strasbourg, dans une famille religieuse juive d'origine hongroise.
Il est le frère de André Elbogen arrêté à Saint-Étienne par la Gestapo en même temps que le rabbin Samy Klein et Henri Klein. Les trois seront fusillés par les Allemands. Sa belle-sœur est Madeleine Elbogen née Klein, étudiante à la Faculté des Sciences de l'Université de Strasbourg repliée à Clermont-Ferrand, arrêtée dans la Rafle du 25 novembre 1943 à Clermont-Ferrand, déportée dans le Convoi No. 66 en date du 20 janvier 19448 de Drancy à Auschwitz et assassinée à son arrivée à Auschwitz.
Il est membre de la Résistance française. Il est membre de la compagnie Marc Haguenau. Il fait partie de la Sixième Éclaireurs israélites de France.
Jusqu'en 1944 il fait partie du Maquis de l'Espinassier, dans le sud du Tarn.
Fin juin 1944, il franchit la frontière pyrénéenne vers l'Espagne et fait partie en Palestine mandataire de la Haganah. Il participe à la Guerre d'indépendance d'Israël et tombe le 18 juillet 1948 à la Bataille de Latroun (1948). Il a 22 ans. Il est enterré dans le cimetière militaire national du Mont Herzl à Jérusalem, en Israël.